# 2010年バンクーバーオリンピックのイタリア選手団
2010年バンクーバーオリンピックのイタリア選手団（2010ねんバンクーバーオリンピックのイタリアせんしゅだん）は、2010年2月12日から2月28日までカナダのブリティッシュコロンビア州バンクーバー市で開催された2010年バンクーバーオリンピックのイタリア選手団、およびその競技結果。

## 概要
今大会は金メダル1個、銀メダル1個、銅メダル3個の合計5個のメダルを獲得した。

## メダル
| メダル | 選手名                       | 競技                   | 種目                 |
| ------ | ---------------------------- | ---------------------- | -------------------- |
| 金     | ジュリアーノ・ラッツォーリ   | アルペンスキー         | 男子回転             |
| 銀     | ピエトロ・ピレル・コットレル | クロスカントリースキー | 男子15kmフリー       |
| 銅     | アレッサンドロ・ピッティン   | ノルディック複合       | 男子個人ノーマルヒル |
| 銅     | アルミン・ツェゲラー         | リュージュ             | 男子1人乗り          |
| 銅     | アリアンナ・フォンタナ       | ショートトラック       | 女子500m             |